# Orchestre symphonique de Hiroshima

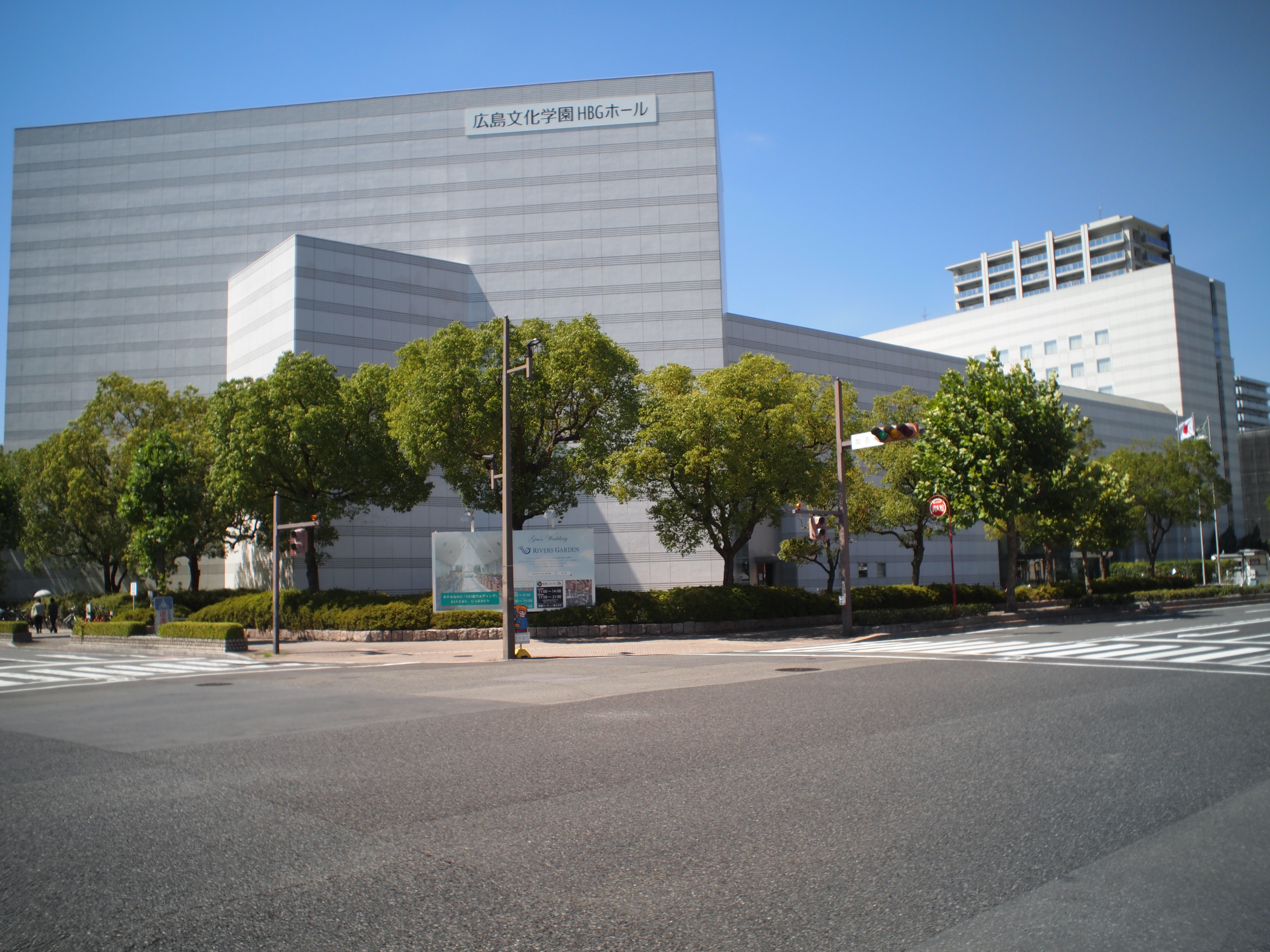
Orchestre symphonique de Hiroshima.

L'orchestre symphonique de Hiroshima (広島交響楽団, Hiroshima Kōkyō Gakudan) est un orchestre basé dans la ville de Hiroshima au Japon : il est fondé en 1963. C'est le seul orchestre professionnel dans la région de Chūgoku.

## Directeurs musicaux et chef d'orchestre
- Akeo Watanabe (1984-1986)
- Ken Takaseki (1986-1990)
- Yoshikazu Tanaka (1990-1994)
- Naohiro Totsuka (1994-1998)
- Norichika Iimori, Hiroyuki Odano, Kazumasa Watanabe (1995-2002)
- Hong-Jae Kim (en) (2002-2004)
- Kazuyoshi Akiyama (1998)

## Source de la traduction
- (en) Cet article est partiellement ou en totalité issu de l’article de Wikipédia en anglais intitulé « Hiroshima Symphony Orchestra » (voir la liste des auteurs).